# Marloes Gelderblom
Marloes Gelderblom (Streefkerk, 8 januari 1981) is een Nederlandse oud-langebaanschaatsster.
Lange tijd maakte Gelderblom deel uit van het team van het gewest Zuid-Holland. Haar specialiteit was het sprinten en dan met name de allerkortste afstanden, de 100 en 300 meter. Gelderblom was al 3 keer (in 1999, 2000 en 2005) Nederlands kampioen supersprint (2×100m en 2×300m) en was ook al tweemaal (in 2004 en 2006) tweede op ditzelfde toernooi. Op 4 maart 2000 won Gelderblom het NK Kortebaan. In oktober 2007 werd Gelderblom zesde op de 500 meter op het NK afstanden, maar doordat haar beste race sneller was dan die Natasja Bruintjes plaatste ze zich voor de wereldbekerwedstrijden in Salt Lake City en Calgary. Na vier teleurstellende races werd ze door de KNSB alsnog vervangen door Bruintjes.
In december 2008 besloot ze vanwege aanhoudend blessureleed te stoppen met schaatsen.

## Persoonlijke records
| Afstand    | Tijd    | Datum            | Baan           |
| ---------- | ------- | ---------------- | -------------- |
| 500 meter  | 39,28   | 10 november 2007 | Salt Lake City |
| 1000 meter | 1.18,77 | 22 januari 2007  | Turijn         |
| 1500 meter | 2.06,02 | 20 maart 2007    | Heerenveen     |

## Resultaten
| jaar | NK Afstanden       | NK Sprint                  | NK Supersprint | Wereldbeker |
| ---- | ------------------ | -------------------------- | -------------- | ----------- |
| 1999 |                    |                            | Goud           |             |
| 1999 |                    |                            | Goud           |             |
| 2001 | DQ 500m 11e 1000m  |                            |                |             |
| 2002 |                    |                            |                |             |
| 2003 |                    |                            |                |             |
| 2004 | 15e 500m 16e 1000m | 12e (9e, 16e, 12e, 12e)    | Zilver         |             |
| 2005 | 10e 500m           | 13e (8e, 14e, 9e, 13e)     | Goud           |             |
| 2006 | 11e 500m 19e 1000m | 11e (12e, 14e, 9e, 11e)    | Zilver         |             |
| 2007 |                    | 11e (7e, 11e, 14e, 14e)    |                |             |
| 2008 | 6e 500m 8e 1000m   | DNS13 (13e, 17e, DNS, DNS) |                | 49e 500m    |
| 2009 | 18e 500m 20e 1000m |                            |                |             |

### Medaillespiegel
| Kampioenschap  | Goud · | Zilver · | Brons · |
| -------------- | ------ | -------- | ------- |
| NK Supersprint | 3      | 2        | 0       |